# Decorazione al Merito Olimpico
La decorazione al Merito Olimpico (in tedesco Deutsche Olympia-Ehrenzeichen o Deutsches Olympiaehrenzeichen), istituita il 4 febbraio 1936 in due classi, la II sotto forma di medaglia e la I sotto forma di collare, fu una decorazione civile della Germania Nazista concessa per ricompensare i cittadini tedeschi, ma anche gli stranieri, che si fossero impegnati in ruoli non competitivi nell'organizzazione dei Giochi della XI Olimpiade, tenutisi a Berlino, e dei IV Giochi Olimpici Invernali, tenutisi a Garmisch-Partenkirchen, nel 1936, avvenimenti di fondamentale importanza per la propaganda nella Germania nazista.

## Storia
La decorazione fu istituita il 4 febbraio 1936 a completare l'opera già iniziata con la medaglia commemorativa dei Giochi Olimpici, istituita il 31 luglio dello stesso anno ma che aveva solo valenza commemorativa e non di merito, seppur comunque venisse assegnata solamente a persone non partecipanti come atleti nelle due competizioni olimpiche.
Ai sensi della legge sui titoli, ordini e decorazioni del 26 luglio 1957 promulgata dalla Repubblica Federale di Germania, nell'ambito della denazificazione, la decorazione può essere utilizzata, qualora conferita, solamente sotto rimozione del simbolo nazista dalla medaglia.

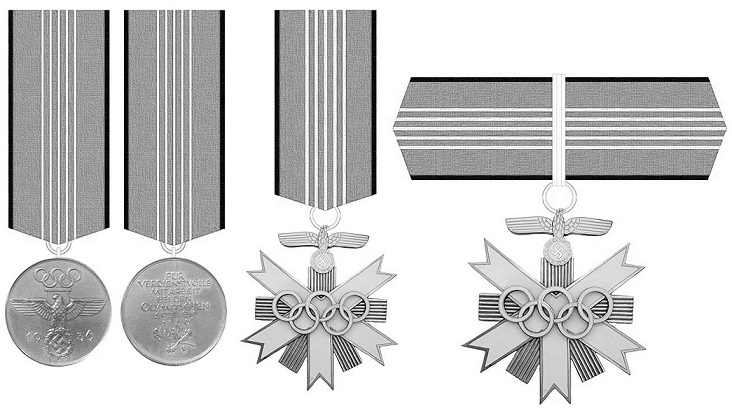
decorazioni olimpiche naziste (con la medaglia commemorativa)
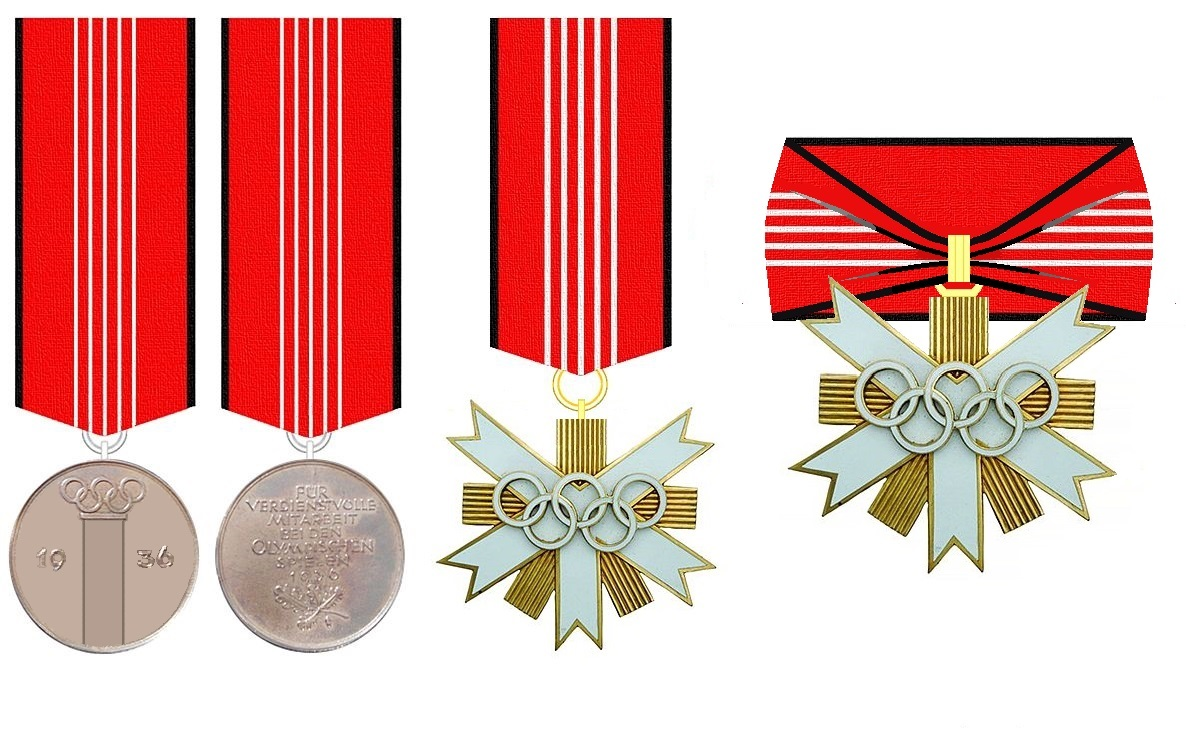
decorazioni olimpiche naziste denazificate (con la medaglia commemorativa)

## Descrizione
Le due classi della decorazione si distinguono solo per la forma cui è presentato il nastro, praticamente uguale per entrambe, poiché nella II classe è da medaglia mentre nella I è da collare. In ognuno dei casi quindi il nastro è formato da cinque strette bande bianche centrali, simboleggianti i cinque cerchi olimpici, e da una stretta banda nera per bordo, poste su sfondo rosso, a riprendere in totale i colori del Reich. Si differenzia con quello della medaglia commemorativa dei Giochi Olimpici solamente per la qualità, e spessore, di alcuni particolari delle bande.
La medaglia di per sé è caratterizzata da due "stelle" a cinque raggi poste l'una sull'altra in modo da completarsi a vicenda; quella in secondo piano rigata d'oro e quella in primo piano, con le braccia troncate da due denti, bianco smaltato. Il centro della decorazione ospita i cinque cerchi olimpici, dorati e dai bordi bianchi, e sopra di loro troneggia in oro e smalto bianco l'aquila nazista, stemma del Reich.